# Nová Ves u Kolína
Nová Ves u Kolína – przystanek kolejowy w miejscowości Nová Ves I, w kraju środkowoczeskim, w Czechach. Znajduje się na wysokości 200 m n.p.m.
Jest zarządzany przez Správę železnic. Na przystanku nie ma możliwości zakupu biletów, a obsługa podróżnych odbywa się w pociągu. 

## Linie kolejowe
- 011 Praha - Kolín